# اینسا کراوتس
اینسا کراوتس (اوکراینی: Інесса Миколаївна Кравець؛ زادهٔ ۵ اکتبر ۱۹۶۶) پرش‌گر سه‌گام اهل اتحاد جماهیر شوروی سوسیالیستی است. از افتخارات وی میتوان به کسب مدال طلا پرش سه‌گام در بازی‌های المپیک تابستانی ۱۹۹۶ و مدال نقره پرش طول در بازی‌های المپیک تابستانی ۱۹۹۲ اشاره کرد.